# World Inequality Report
Der World Inequality Report, dt. Bericht zur weltweiten Ungleichheit, ist ein Bericht des World Inequality Lab der École d’Économie de Paris, der aufgrund der Daten der World Inequality Database (WID) die globale Einkommens- und Vermögensungleichheit schätzt. Die Darstellung von Ausmaß und Entwicklung der wirtschaftlichen Ungleichheit soll Grundlage der öffentlichen Diskussion des Themas und möglicher politischer Maßnahmen zur Bekämpfung wirtschaftlicher Ungleichheit sein.
Ziel des Berichts ist es, den gesellschaftlichen Handlungsträgern die Fakten für eine informierte öffentliche Debatte zum Thema Ungleichheit bereitzustellen. Ziel sei es nicht, einen gesellschaftlichen Konsens zum Thema Ungleichheit herzustellen. Dazu werde es niemals kommen, einfach weil sich das ideale Ausmaß an Ungleichheit nicht wissenschaftlich bestimmen lasse. Derartige Entscheidungen müssten demokratisch ausgehandelt werden. Dazu brauche man aber die vorgelegten gründlichen und transparenten Informationen zu Einkommen und Vermögen.
Im Bericht 2022 schreiben die Herausgeber, das globale Finanzsystem sei auch im 21. Jahrhundert noch undurchsichtig, man stoße auf große Hindernisse bei der Verfolgung der weltweiten Finanzströme. Dies sei politisch gewollt und nicht unvermeidlich. Das WID-Projekt stelle deshalb Schätzungen zur Verfügung und mache klar, was es wisse und was nicht, und es veröffentlicht all seine Annahmen und seine Methodologie online.
Zu jedem Bericht gibt es eine eigene Website, die Zusammenfassung steht in mehreren Sprachen zur Verfügung, u. a. deutsch, der vollständige Bericht nur englisch.

## World Inequality Lab
Am World Inequality Lab – angesiedelt an der École d’Économie de Paris – arbeiten mehr als 100 Forscher aus mehr als 70 Ländern zusammen an der Fortschreibung und Erweiterung der World Inequality Database (WID) (bis Ende 2016 World Wealth and Income Database). Mittels der Daten der WID werden Berichte zur Ungleichheit und Arbeitspapiere zu inhaltlichen und methodischen Fragen erstellt. Die WID will ein Informationszentrum für die akademische Forschung und die breite Öffentlichkeit sein. Die WID ist eine Open-Source-Datenbank.
Ausgangspunkt war die World Top Incomes Database (WTID). Diese fokussierte sich auf die Konzentration des Reichtums der obersten zehn Prozent in einer bestimmten Bevölkerung. Die erste WID von 2013, die im September 2013 in ein Open-Source-Repository gestellt wurde, wurde von Facundo Alvaredo, Anthony B. Atkinson, Thomas Piketty, Emmanuel Saez und Gabriel Zucman zusammengestellt. Bis zum Jahr 2015 lieferte das WID Datenreihen zur Verteilung von Einkommen und Vermögen in dreiunddreißig Ländern, hauptsächlich aus Amerika und Europa. Damals bestand schon die Absicht, Datenreihen für weitere vierzig Länder aufzunehmen.
Von 2016 bis 2017 studierten Piketty, Saez und Zucman im Rahmen des Centers for Equitable Growth (CEG) 2015 Verteilungsstatistiken der volkswirtschaftlichen Gesamtrechnungen der Vereinigten Staaten. Die Verteilungen von Einkommen und Vermögen vor Steuern und nach Steuern werden mittels der nationalen Einkommens- und Produktkonten und dem Zahlungsmittelfluss der Vereinigten Staaten untersucht.

## Bericht zur weltweiten Ungleichheit 2018
Der erste Bericht wurde unter dem Titel World Inequality Report 2018 am 14. Dezember 2017 während der ersten WID.world Conference an der École d’Économie de Paris veröffentlicht. Er wurde von Facundo Alvaredo, Lucas Chanel, Thomas Piketty, Emmanuel Saez und Gabriel Zucman editiert. Der Bericht beschreibt, dass die Kluft zwischen Arm und Reich seit 1980 rund um den Globus zugenommen hat. In Europa nahm die Ungleichheit weniger stark zu, während in Nordamerika und Asien der Anstieg rasch erfolgte. Im Nahen Osten, in Afrika und in Brasilien verharrte die Einkommensungleichheit auf sehr hohem Niveau. Am größten ist sie im Nahen Osten, wo die obersten 10 % der Bevölkerung 60 % des Nationaleinkommens erhalten.
Der 300 Seiten starke Bericht umfasst fünf Teile. Teil I beschreibt Ziele und Methoden zur Messung der wirtschaftlichen Ungleichheit; Teil II beschreibt die Entwicklungen der Einkommensungleichheit, zuerst auf globaler Ebene, anschließend auf Länderebene für die USA, Frankreich, Deutschland, China, Russland, Indien, Nahost, Brasilien und Südafrika; Teil III stellt die Dynamiken der Entwicklung der öffentlichen und der privaten Vermögen dar; Teil IV beschreibt die Entwicklung der globalen Vermögensungleichheit; Teil V beschreibt Szenarien der möglichen zukünftigen Entwicklung und diskutiert Instrumente zur Bekämpfung der Ungleichheit.

### Erste WID.world Konferenz
Die Konferenz fand am 14. und 15. Dezember 2017 in Paris statt. Sie wurde von der École d’Économie de Paris, dem Institute for New Economic Thinking New York, dem Washington Center for Equitable Growth (CEG), der Ford Foundation und dem Europäischen Forschungsrat getragen. Neben der Veröffentlichung des Berichts wurden eine Reihe von Forschungspapieren über Einkommen und Vermögensungleichheit präsentiert.

### Medienberichterstattung
Innerhalb von Tagen nach der Veröffentlichung wurde der Bericht in verschiedenen Artikeln in der New York Times, im Guardian, der Financial Times und anderen Medien aufgenommen.
Laut der New York Times spielen politische Programme eine große Rolle. Eine aggressivere Umverteilung durch Steuern und Transfers habe Europa vor den akuten Disparitäten bewahrt, an die sich die Amerikaner gewöhnt haben. Der ungleiche Zugang zu Bildung trage dazu bei, die Ungleichheit in den Vereinigten Staaten über die Generationen hinweg zu reproduzieren. Der New York Times-Artikel stellt auch fest, dass sich Chinas Strategie – basiert auf gering qualifizierten Fertigungen für den Export und auf aggressiven Investitionen in die Infrastruktur – bei der Anhebung des Lebensstandards für die untere Hälfte der Bevölkerung als wirksamer erwiesen hat als die eher nach innen gerichtete Strategie Indiens, die die Vorteile der Globalisierung auf die gut ausgebildete Elite begrenzt hat.
Tetlow von der Financial Times beschreibt die Ungleichheit als das bestimmende Merkmal unserer Zeit, in der die Reichen reicher und die Armen ärmer werden. Der Artikel in der India Times lenkt die Aufmerksamkeit auf die Art und Weise, wie Reformen in Indien seit den 1980er Jahren vorangetrieben werden; dies habe zu einem erheblichen Anstieg der Ungleichheit geführt, so dass die Spitzenverdiener von 0,1 % weiterhin mehr Wachstum verzeichnen als alle in den unteren 50 % zusammen. Gemäß Word Inequality Report erreicht die Einkommensungleichheit in Indien inzwischen historische Spitzenwerte. Im Jahr 2014 betrug der Anteil des Nationaleinkommens von Indiens Top 1 % Verdiener 22 %, während der Anteil der Top 10 % bei rund 56 % lag.
Daniel Binswanger meint in der Republik vom 20. Januar 2018, dass die WID die bisher zuverlässigsten und umfangreichsten Daten zur weltweiten Ungleichheit vorlegt. Der Bericht umfasse auch Regionen, zum Beispiel den Nahen Osten, aus denen bisher nur sehr wenige Daten zugänglich waren. Es würden nicht nur die obersten, sondern auch die mittleren und unteren Einkommens- und Vermögenskategorien erfasst, so dass jetzt eine umfassende Diskussionsgrundlage vorliege.

## Bericht zur weltweiten Ungleichheit 2022
Im Dezember 2021 erschien der World Inequality Report 2022, koordiniert von Lucas Chancel (Hauptautor), Thomas Piketty, Emmanuel Saez und Gabriel Zucman. Zusätzlich zu den Themen des ersten Berichts behandelt er die historische Entwicklung seit 1820, die finanzielle Ungleichheit zwischen den Geschlechtern, sowie die Ungleichheit beim CO2-Ausstoss. Im Anhang gibt es Zahlen zu 26 Ländern, unter anderem zu Deutschland, nicht aber zu Österreich und der Schweiz.
Wie schon beim Bericht 2018 wurde anlässlich der Veröffentlichung des Berichts 2022 eine Konferenz abgehalten, die World Inequality Conference 2021, 7.-8.12.2021 in Paris.
Einige Zahlen aus dem Bericht, alle Stand 2021:
|               | Anzahl erwachsene Menschen | Anteil am Gesamteinkommen in % | Anteil am Gesamtvermögen in % |
| ------------- | -------------------------- | ------------------------------ | ----------------------------- |
| Unterste 50 % | 2,5 Milliarden             | 8,5 %                          | 2 %                           |
| Mittlere 40 % | 2 Milliarden               | 39,5 %                         | 22 %                          |
| Oberste 10 %  | 517 Millionen              | 52 %                           | 76 %                          |
| Oberstes 1 %  | 51 Millionen               | 19 %                           | 38 %                          |

|                    | Mittleres Jahreseinkommen | Einkommens-Schwelle | Mittleres Vermögen | Vermögens-Schwelle |
| ------------------ | ------------------------- | ------------------- | ------------------ | ------------------ |
| Gesamt-Bevölkerung | 16.700 €                  |                     | 72.900 €           |                    |
| Unterste 50 %      | 2.800 €                   |                     | 2.900 €            |                    |
| Mittlere 40 %      | 16.500 €                  | 6.700 €             | 40.900 €           | 12.000 €           |
| Oberste 10 %       | 87.200 €                  | 37.200 €            | 550.900 €          | 125.500 €          |
| Oberstes 1 %       | 321.600 €                 | 123.900 €           | 2.755.200 €        | 807.300 €          |
| Oberste 0,1 %      | 1.300.800 €               | 446.000 €           | 14.133.400 €       | 3.333.700 €        |

| Region                         | Einkommen | Vermögen |
| ------------------------------ | --------- | -------- |
| Europa                         | 10x       | 66x      |
| Ostasien                       | 16x       | 70x      |
| Russland und Zentralasien      | 16x       | 127x     |
| Nordamerika                    | 17x       | 197x     |
| Süd- und Südostasien           | 22x       | 71x      |
| Lateinamerika                  | 27x       | 630x     |
| Sub-Sahara Afrika              | 31x       | 351x     |
| Mittlerer Osten und Nordafrika | 32x       | 306x     |

Wie viel mal höher ist das Durchschnittseinkommen und -Vermögen der obersten 10 % als das der untersten 50 %.